# Újbeszél nyelv
Az újbeszél (angolul Newspeak) mesterséges nyelv George Orwell híres regényében, az 1984-ben. Orwell írt egy esszét is a nyelvről, függelék formájában, a regény végén, ahol taglalja az újbeszél alapelveit. Az újbeszél nyelv alapvetően az angol nyelven alapul, de nagyban csökkentett szókinccsel és egyszerűsített nyelvtannal rendelkezik; ez a Párt totalitárius rendszeréhez illeszkedik, melynek célja az ellentétes gondolatok („gondolatbűn”) és beszéd használatát lehetetlenné tenni.
Az „igazi” angol nyelvet a regényben óbeszélnek hívják.

## Az újbeszél alapelvei
Az újbeszél alapötlete az, hogy eltávolítsák a nyelv jelentésének minden árnyalatát, a kettősségek (kellemes és fájdalmas, boldogság és szomorúság, jó gondolatok és gondolatbűn) meghagyásával. Rövid szótagok staccato hangsorának megalkotása is cél volt, hogy tovább csökkentsék annak szükségét, hogy a nyelvről mélyen gondolkodni kelljen.
Továbbá az ellentétes jelentésű szavakat is eltávolították felesleges voltuk miatt, így a „rossz”-ból „nemjó”, a „remek”-ből pedig „duplapluszjó” lett; és így a lehető legtöbb szót eltörölték. A legnagyobb célja az újbeszélnek az, hogy még az olyan egyszerű szavak kettősségét is csökkentse, mint az „igen”: olyan szó, amellyel mindenki kötelességtudóan válaszol, függetlenül a kérdéstől.
Az újbeszél mögötti elképzelés az, hogy ha valamit nem lehet kimondani, akkor azt gondolni is lehetetlen. Ez felveti azt a kérdést, hogy a nyelv határoz-e meg minket, vagy mi adjuk-e meg azt – el tudjuk-e mondani a szabadság iránti vágyat/igényt, tudunk-e felkelést szítani, ha egyikre sincs szavunk? Ez kapcsolódik a Sapir–Whorf-hipotézishez.
Példák az újbeszélre a regényből: bűngondol, duplaplusznemjó és Angszoc. Jelentésük: „gondolatbűn”, „szélsőségesen rossz” és „angol szocializmus” (a Párt politikai filozófiája). Az újbeszél szó is magából a nyelvből jön.

## Újbeszél szavak és jelentésük
- bűngondol
- bűnstop
- duplagondol
- duplapluszjó – nagyon jó
- duplaplusznemjó – nagyon rossz
- kacsabeszél – (angolul duckspeak) egy újbeszél kifejezés, melynek jelentése: „kacsa módra hápogni”. Ahogy a regény egyik szereplője, Syme mondja: „Ha ellenfélre mondjuk, gyalázás; ha valaki olyanra, akivel egy nézeten vagyunk, dicséret.” Tehát, ennek is, mint sok más újbeszél szónak, két gyökeresen más jelentése van (l. antagonímia), ami azon a szabályon alapul, hogy a Pártnak mindig igaza van.
- angszoc
- óbeszél – a régi (angol) nyelv
- gondolatbűn
- szexbűn – „A nemi életet teljes mértékben szabályozza ez a két újbeszél szó: szexbűn és jószex. A szexbűn kifejez minden szexuális bűnt. Kifejezi a paráználkodást, házasságtörést, homoszexualitást és az egyéb eltévelyedéseket, s ráadásul még az öncélú, normális nemi érintkezést is. Nincs szükség külön-külön való megnevezésükre, mivel mindegyik egyformán bűn, s elvileg mindegyik halállal büntethető. Tudja, mit jelent a jószex, vagyis a férfi és nő közti, pusztán gyermeknemzés céljából történő s a nő részéről testi élvezet nélküli nemi érintkezés; minden egyéb szexbűn.” (Függelék, Orwell: 1984)
- jószex – „A jószex, a férfi és nő közti, pusztán gyermeknemzés céljából történő s a nő részéről testi élvezet nélküli nemi érintkezés; minden egyéb szexbűn.” (Orwell: 1984, Függelék)
- gyönyörtábor – B szókincshez tartozik, ideológiailag nem semleges, eufémizmus. Jelentése: kényszermunkatábor.
- ógondol – azokra használják Orwell regényében, akiknek az eszmevilága a Forradalom előtt alakult ki. „Negatív” töltetű szó.
- hasérez – olyan vak, rajongó odaadást fejez ki, amilyet ma elképzelni is nehéz. Ellentéte: nemhasérez.
- prolitáp – olyan alkotás (könyv, dal, hír, bármilyen szórakoztató célú alkotás), amit gépi úton állítanak elő a prolik szórakoztatására és manipulálására.

## Megjegyzés
A „magyar” újbeszél nyelvet Gy. Horváth László, a mű első magyarországi kiadásának szerkesztője hozta létre.

## Ajánlott irodalom
- Az 1984 Függeléke az újbeszélről szól